# 张宗一
张宗一（1897年—？），字宜斋，又名张存真、张宗义。河北文安大柳河村人。中国近代政治人物。

## 生平
1923年在天津直隶省立第一师范学校读书时，加入中国共产党。1925年冬受中共北方区委委派，以津浦线视察员身份在河北文安发展党员，培养农民运动骨干。1926年4月受中共北方区委领导，赴第六届广州农民运动讲习所学习。同年9月结业，重返天津，在国民党河北省党部农民部工作。1927年，作为北方代表到武汉参加中国共产党第五次全国代表大会。1927年四五月间多次出席中国国民党中央土地委员会扩大会议。第一次国共合作破裂后，从事中共地下工作。1929年春，将原中共文安特支党员梁俊秀、张宗信在天津开办的康庄书社改名为大道书社，以此作为党的秘密交通联络站，开展革命活动。1929年底书社被天津国民党当局查封。而后因转移外地失掉党的组织关系。1930年，参加罗章龙组织的非常委员会。后与青红帮分子结拜成把兄弟。中国抗日战争初期，曾任河北霸县维持会会长。后情况不明。其弟张宗信也脱离中共组织。